# シューキーパー

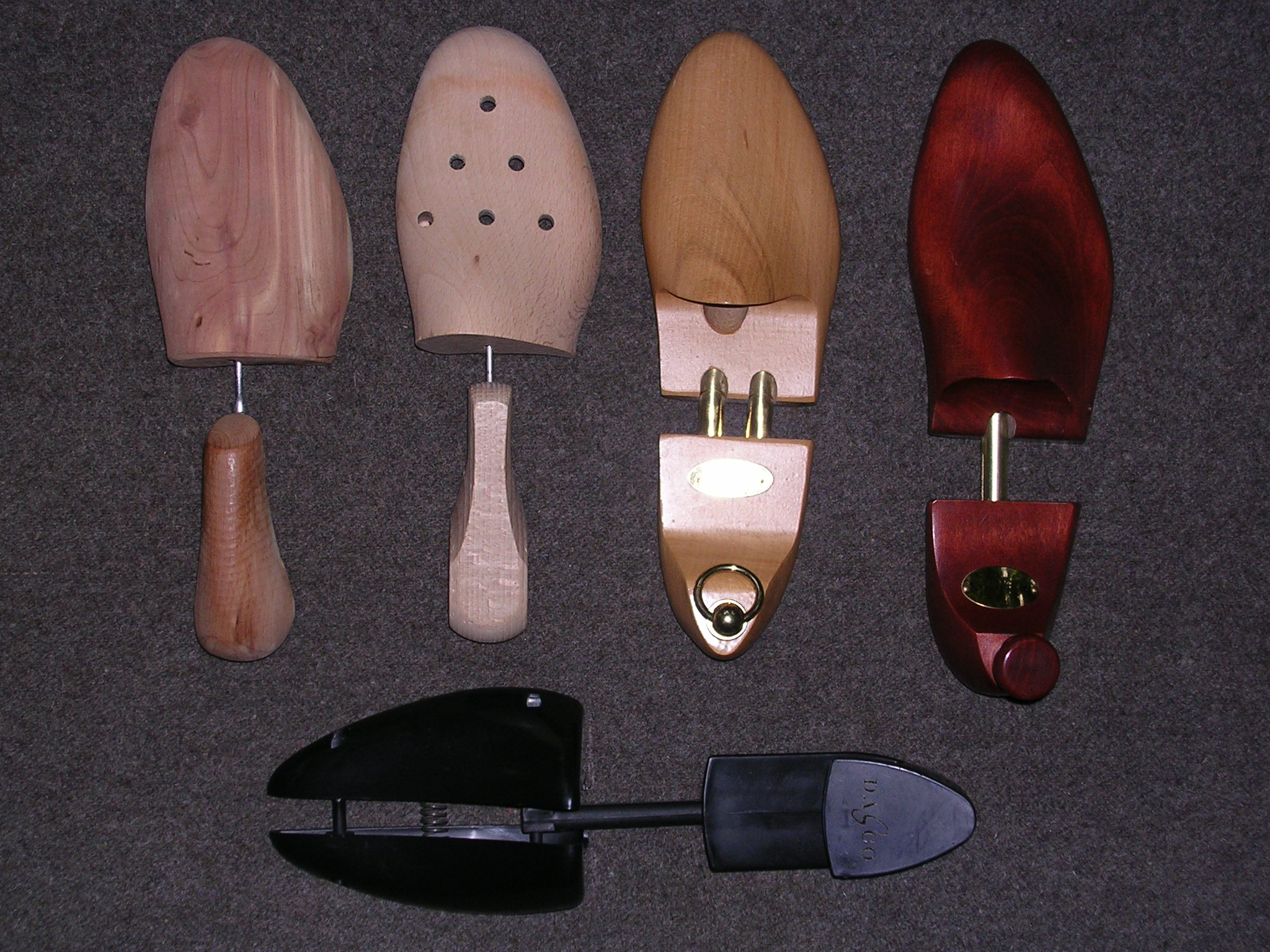
様々なシューキーパー

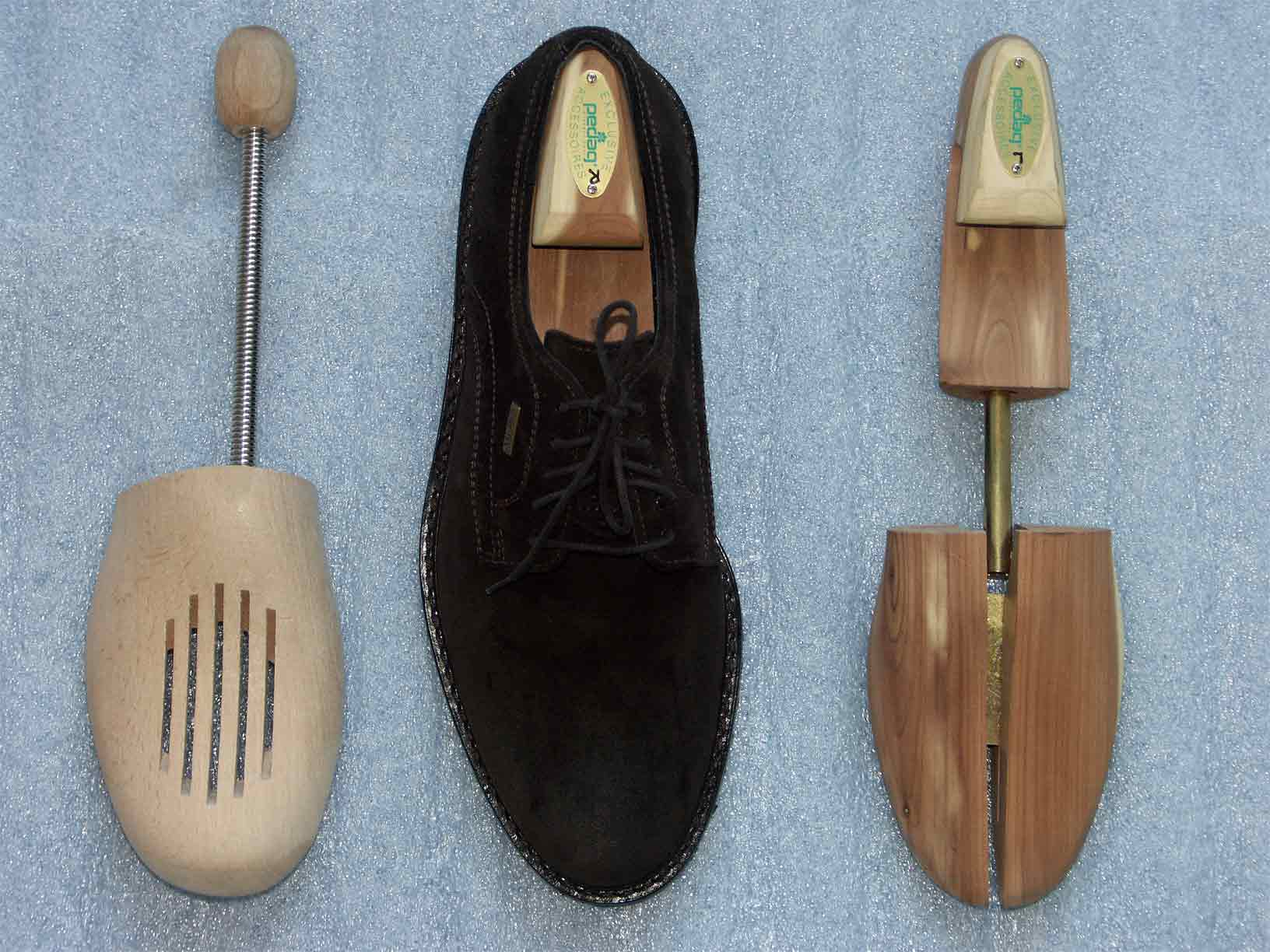
靴に入れた状態のシューキーパー

シューキーパー（またはシューツリー、英語: shoe tree）は、靴の形を維持し、かつそれによって靴を長持ちさせるために履いていない状態の靴の内部に置く、足の形状に似た器具のこと。
より高品質のシューキーパーは、臭いを抑制し、湿気を吸収するよう、シーダー(レッドシダーやベイスギ)、ブナ、シナノキ、マツ、カバノキ属のような堅い木材で作られる。プラスチックや金属製のシューキーパーもあり、一般的により安価かつ軽量だが、湿気を吸収せず、臭いを除去しない。木製の物はシューツリーとも呼ぶが、プラスチック製の物は呼ばない。木製のものは紙やすりで削ると木の香りが戻る。
形式には大きく分けてネジ式とバネ式がある。ワニスが塗って有るものと塗っていない物があるが、塗っていない物の方が湿気や臭いを吸収しやすい。

## ギャラリー

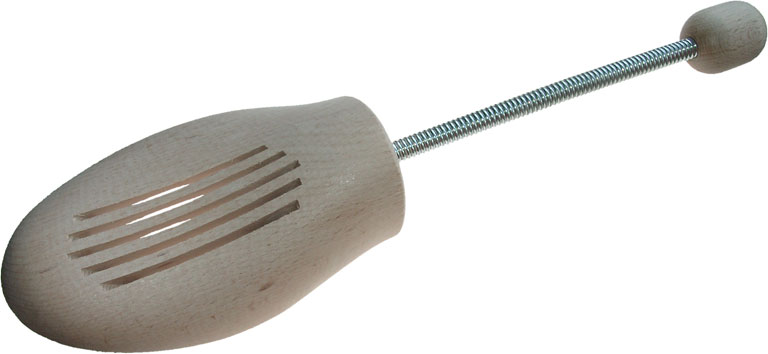
バネ式のシューキーパー
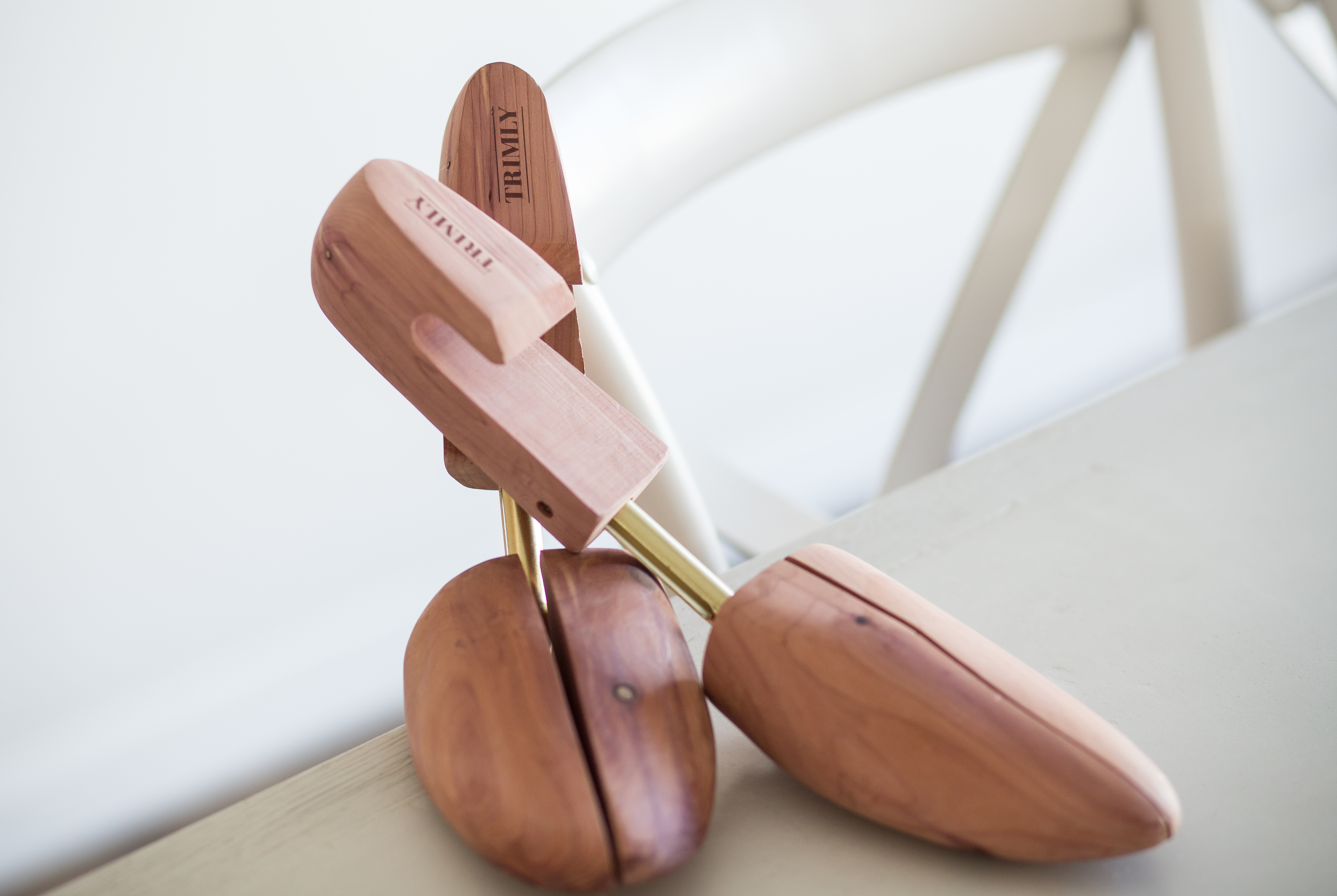
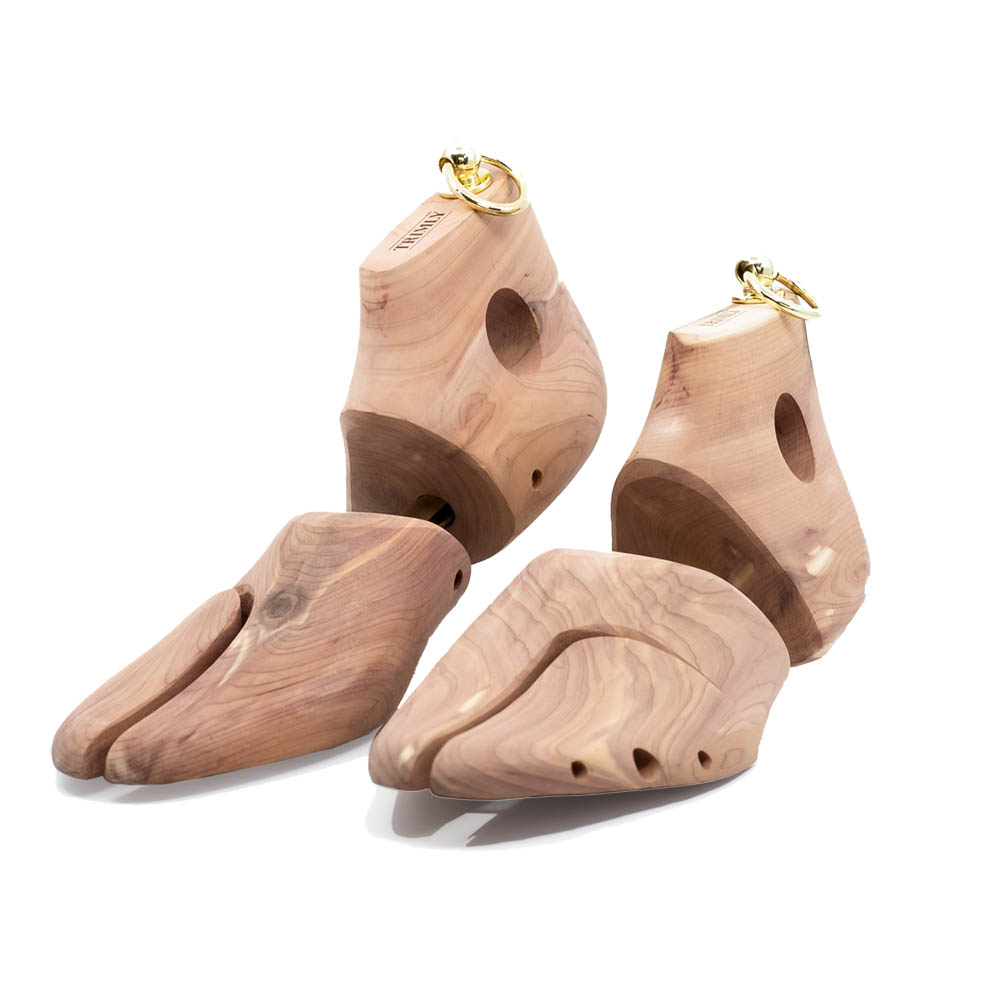
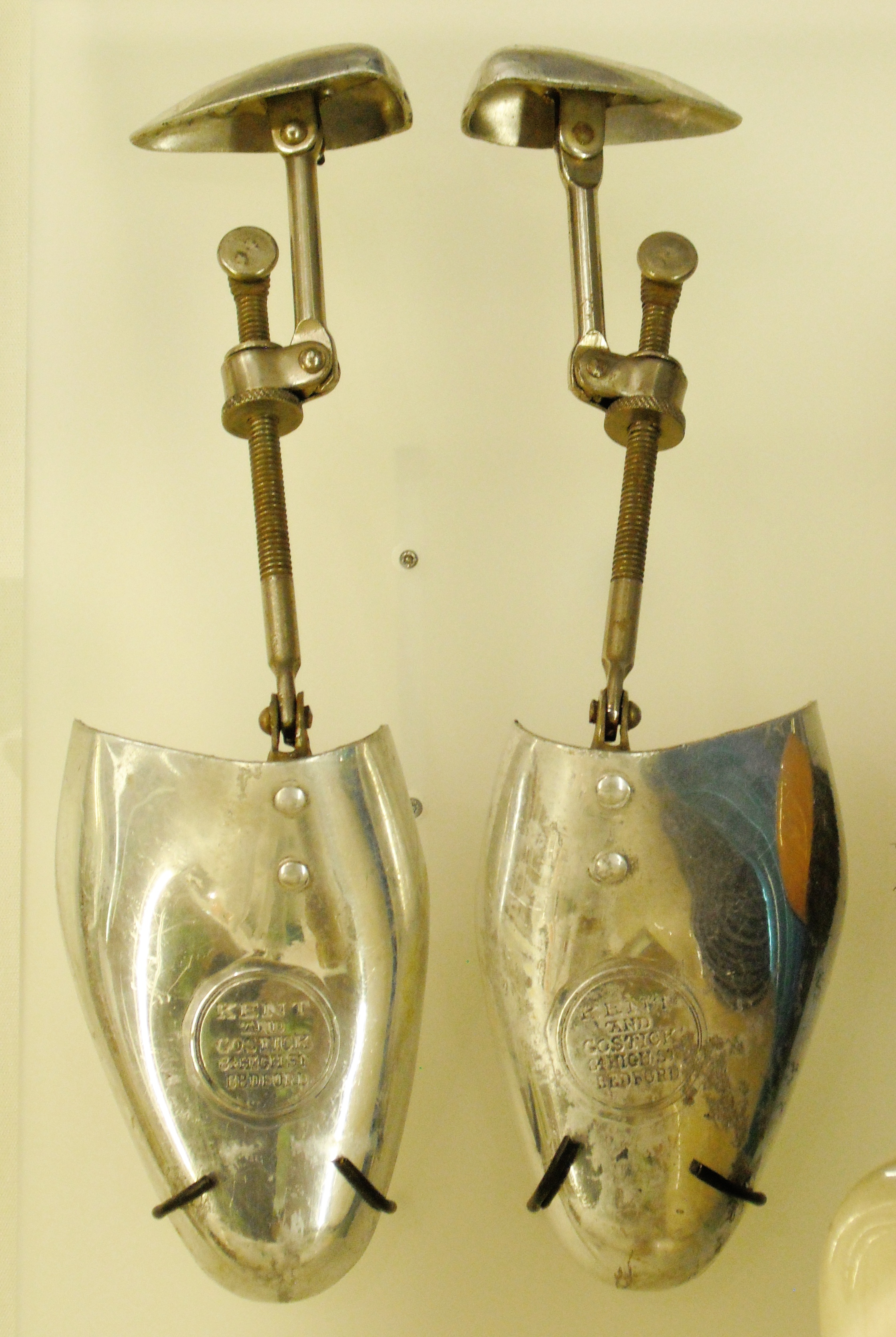
金属製のシューキーパー